# Javier Cabanas
Juan Javier Cabanas López (* 24. April 1960 in Burgos) ist ein spanischer Handballtrainer und ehemaliger Handballspieler, der zumeist auf Rechtsaußen eingesetzt wurde.

## Karriere
als Spieler
Der 1,80 m große und 86 kg schwere Linkshänder begann seine Laufbahn 1978 beim damaligen spanischen Spitzenverein CB Calpisa Alicante, mit dem er 1979/80 die Copa del Rey de Balonmano sowie den Europapokal der Pokalsieger gegen den VfL Gummersbach gewann. 1978/79 und 1979/80 wurde er Zweiter der spanischen Liga. 1982 verpflichtete ihn der FC Barcelona. Mit Barça wurde er 1983, 1984 und 1985 Vize-Meister und gewann in diesen Jahren die Copa del Rey sowie die Katalanische Liga. Im Europapokal der Pokalsieger triumphierte er 1983/84 und 1984/85. 1985 wechselte er zurück zu CB Tecnisán Alicante. Dort konnte er 1985/86 erneut den Königspokal erringen. Im EHF-Pokal 1985/86 verlor er das Finale gegen Győri ETO KC. 1988 unterschrieb er bei Teka Santander, mit dem er die Meisterschaft, die Copa del Rey, den Supercup, die Copa ASOBAL, die Champions League, den EHF-Pokal und den Europapokal der Pokalsieger gewann.
Mit der spanischen Nationalmannschaft nahm Javier Cabanas an den Olympischen Spielen 1984 in Los Angeles, 1988 in Seoul und 1992 in Barcelona teil. Insgesamt bestritt er 228 Länderspiele, in denen er 566 Tore erzielte.
als Trainer
Cabanas übernahm 1999 den Trainerposten beim spanischen Klub BM Altea, mit dem er im EHF-Pokal 2002/03 das Halbfinale erreichte und 2003/04 im Finale dem THW Kiel unterlag. Nach acht Jahren unterschrieb er 2007 bei Portland San Antonio, musste aber nach einer titellosen Saison bereits im folgenden Sommer gehen.

## Erfolge
- Spaniens Handballer des Jahres 1990
- Spanische Meisterschaft
  - Meister 1992/93, 1993/94
  - Vize-Meister 1978/79, 1979/80, 1982/83, 1983/84, 1984/85, 1988/89, 1989/90, 1990/91
- Copa del Rey de Balonmano 1979/80, 1982/83, 1983/84, 1984/85, 1985/86, 1988/89
- Copa ASOBAL 1990/91, 1991/92
- Supercopa Asobal 1992/93
- Katalanische Liga 1982/83, 1983/84, 1984/85
- EHF Champions League
  - Sieger 1993/94
  - Finalist 1991/92
- EHF-Pokal
  - Sieger 1992/93
  - Finalist 1985/86 (als Spieler), 2003/04 (als Trainer)
- Europapokal der Pokalsieger 1979/80, 1983/84, 1984/85, 1989/90

## Privates
Javier Cabanas’ Sohn Álvaro spielt ebenfalls professionell Handball.